# Solanum kioniotrichum
Solanum kioniotrichum är en potatisväxtart som beskrevs av Friedrich August Georg Bitter och James Francis Macbride. Solanum kioniotrichum ingår i släktet skattor som ingår i familjen potatisväxter. Inga underarter finns listade i Catalogue of Life.